# Митины Деревеньки
Митины Деревеньки — деревня в Вязниковском районе Владимирской области России, входит в состав муниципального образования «Город Вязники».

## География
Деревня расположена на берегу озера Дедова Голова в пойме реки Клязьма в 8 км на северо-запад от райцентра Вязники.

## История
В конце XIX — начале XX века деревня входила в состав Рыловской волости Вязниковского уезда, с 1926 года — в составе Вязниковской волости. В 1859 году в деревне числилось 25 дворов, в 1905 году — 36 дворов, в 1926 году — 49 дворов.

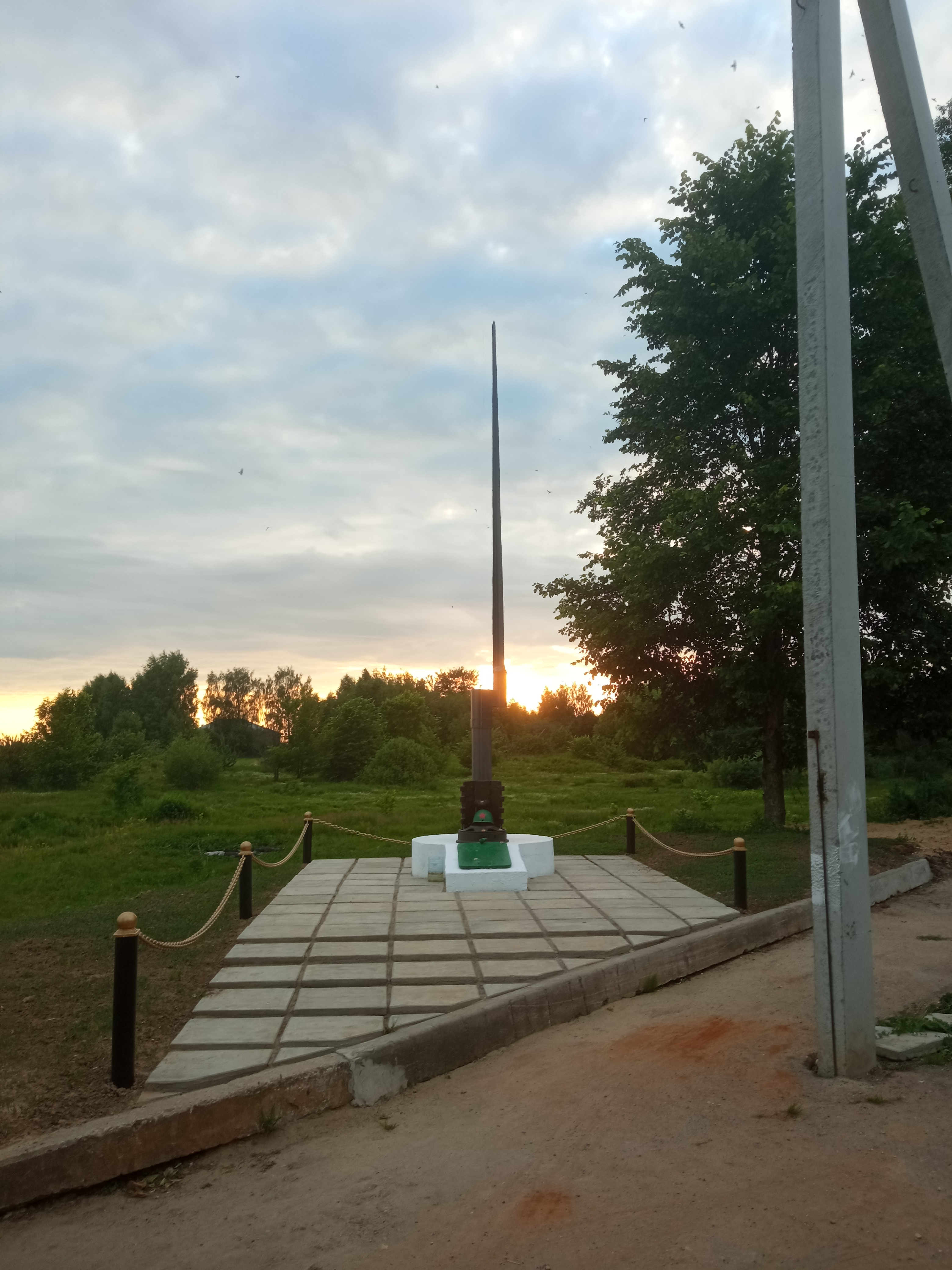
Памятник ветеранам ВОВ, установленный в 2022 году

С 1929 года деревня входила в состав Сельцово-Деревеньковского сельсовета Вязниковского района, с 1940 года — в составе Мало-Удольского сельсовета, с 2005 года — в составе муниципального образования «Город Вязники».

## Население
| 1859 | 1905 | 1926 | 2002 | 2010 | 2021 |
| ---- | ---- | ---- | ---- | ---- | ---- |
| 211  | ↗217 | ↗289 | ↘53  | ↘46  | ↘39  |